# Cerotelium desmium
Cerotelium desmium är en svampart som beskrevs av Arthur 1925. Cerotelium desmium ingår i släktet Cerotelium och familjen Phakopsoraceae.   Inga underarter finns listade i Catalogue of Life.